# Ján Ondrášek
Ján Ondrášek (* 26. prosince 1942) je bývalý slovenský fotbalista, reprezentant Československa, útočník.

## Fotbalová kariéra
Za československou reprezentaci odehrál v roce 1966 dvě přátelská utkání v Brazílii. Hrál za Inter Bratislava (1964–1970) a za Lokomotivu Košice (1971–1973) na postu útočníka.

## Ligová bilance
| Ročník                                   | Zápasy | Góly | Klub              |
| ---------------------------------------- | ------ | ---- | ----------------- |
| 1. československá fotbalová liga 1964/65 | -      | 4    | Inter Bratislava  |
| 1. československá fotbalová liga 1965/66 | -      | 3    | Inter Bratislava  |
| 1. československá fotbalová liga 1966/67 | -      | 8    | Inter Bratislava  |
| 1. československá fotbalová liga 1967/68 | 25     | 4    | Inter Bratislava  |
| 1. československá fotbalová liga 1968/69 | 24     | 4    | Inter Bratislava  |
| 1. československá fotbalová liga 1969/70 | 22     | 5    | Inter Bratislava  |
| 1. československá fotbalová liga 1970/71 | 10     | 1    | Inter Bratislava  |
| 1. československá fotbalová liga 1970/71 | 15     | 1    | Lokomotiva Košice |
| 1. československá fotbalová liga 1971/72 | -      | 2    | Lokomotiva Košice |
| 1. československá fotbalová liga 1972/73 | -      | 0    | Lokomotiva Košice |
| CELKEM                                   | -      | 31   |                   |